# Porcellio werneri
Porcellio werneri är en kräftdjursart som beskrevs av Hans Strouhal1929. Porcellio werneri ingår i släktet Porcellio och familjen Porcellionidae. Inga underarter finns listade i Catalogue of Life.